# 東沢瀉

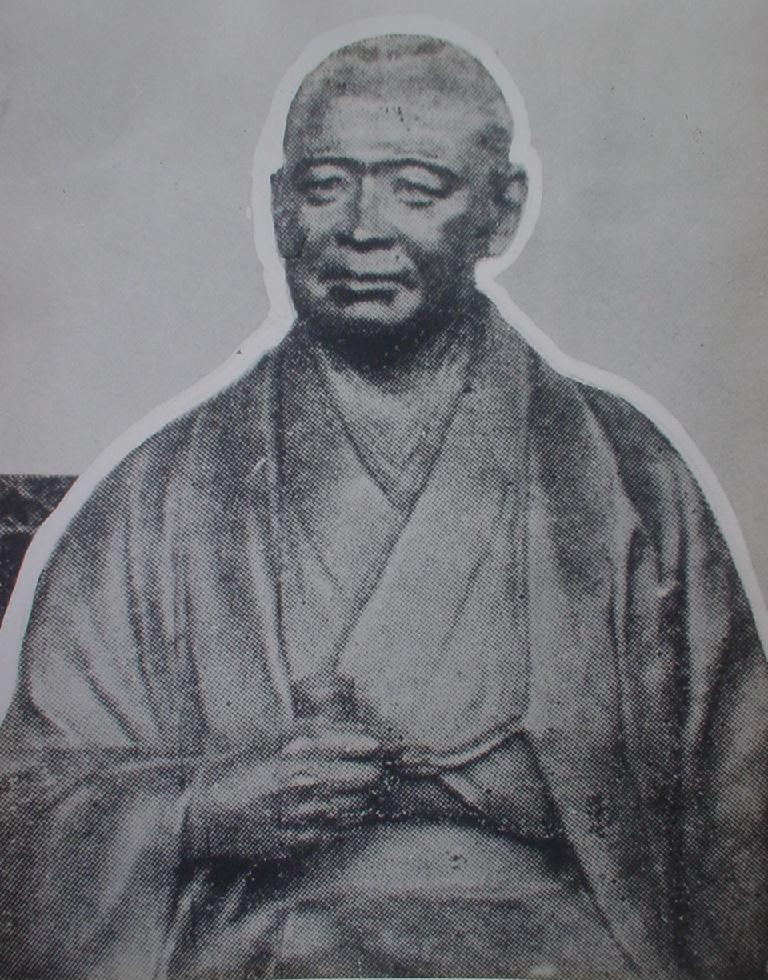
東沢瀉

東 沢瀉（ひがし たくしゃ、天保3年10月9日〈1832年11月1日〉 - 明治24年〈1891年〉3月28日）は、幕末の岩国藩士・儒学者（陽明学者）。諱は正純、通称は崇一郎、号は白沙、沢瀉。沢瀉の号は、明治になってから用いている。

## 生涯
天保3年（1832年）10月9日、周防国岩国錦見に生まれる。藩校養老館では、大草馨堂、南部五竹と並んで学内の三博士と称せられた。その後、江戸に出て佐藤一斎らに陽明学を学ぶ。文久3年（1863年）3月、養老館の助教に任用されるが、朱子学中心の学風と合わず、1年で辞任した。岩国藩の佐幕的姿勢に満足せず、尊王攘夷を唱えて必死組を組織し、栗栖天山や南部五竹らと共に兵制改革を進める。結果、岩国藩に精義隊（必死組より改名）・日新隊・建尚隊・敬威隊の四隊が編成されることとなった。しかし、精義隊隊士の粗暴な行動が問題になり、沢瀉と天山が責任をとって自首、慶応2年（1866年）11月17日、両名は柱島へ流罪となる。天山はまもなく柱島を脱出、後自決する。沢瀉はそのまま柱島に留まり、明治2年（1869年）秋、戊辰戦争での精義隊の活躍もあり赦された。
明治3年（1870年）10月、号を白沙から沢瀉に改め、保津村に沢瀉塾を開き、明治17年（1884年）までの14年間、後進の教育に尽くした。現在も保津に記念館がある。
明治44年（1911年）、正五位を追贈された。

## 三士誠忠碑
東沢瀉、栗栖天山、南部五竹を岩国では三士と称する。彼らの活躍を後世に伝えるべく、明治25年（1892年）藩公および旧藩有志により、吉香神社境内に三士誠忠之碑が建立された。

## 文献
- 『吉村秋陽・東沢瀉　叢書・日本の思想家46』明徳出版社、1982年 - 荒木見悟が担当